# 多宝街道
多宝街道，是中华人民共和国广东省广州市荔湾区下辖的一个乡镇级行政单位。

## 行政区划
多宝街道下辖以下地区：
恒宝社区、莲塘社区、泰华社区、吉祥坊社区、丛桂社区、黄沙社区、宝源社区、新风社区、至宝社区、恩宁社区、谊园社区和天佑社区。

## 交通

### 地铁
- █1号线：黄沙站、长寿路站
- █6号线：黄沙站